# Krach mit der Kompanie
Krach mit der Kompanie (Originaltitel: At War with the Army) ist eine US-amerikanische Militär-Komödie von Hal Walker aus dem Jahr 1950. Dean Martin und Jerry Lewis spielen darin die Hauptrollen. Die deutsche Erstaufführung fand am 15. April 1955 statt.

## Handlung
Während der Krieg in Übersee tobt, dienen die beiden Jugendfreunde Vic und Alvin in der US-Army fernab des Kampfgeschehens an der Heimatfront. Vic, der es im Gegensatz zu seinem tollpatschigen Kompagnon bereits zum Sergeant gebracht hat, arbeitet zu seinem Verdruss im Büro der Materialverwaltung. Alvin hingegen fristet aufgrund seiner Inkompetenz das Dasein als einfacher Soldat und Küchengehilfe. Der Rangunterschied trübt die Freundschaft zwar ein wenig, da der eine nun den anderen herumkommandieren kann, dennoch treten die beiden immer noch gemeinsam mit Gesangsnummern zur Unterhaltung der Truppe auf.
Von seinem Schreibtischjob gelangweilt, ist Vic nie um einen Flirt mit der örtlichen Damenwelt verlegen. Ins Schwitzen gerät er allerdings, als er mitbekommt, dass eine seiner Verflossenen ihn äußerst dringend sprechen möchte. Millie taucht immer häufiger in der Schreibstube auf, was Vic, der zurzeit mit Helen, der Freundin von Private Edwards, anbandelt, gar nicht ins Konzept passen mag. Seine Kameraden und auch sein Chef Captain Caldwell sind von der schönen wie naiven jungen Besucherin hingegen entzückt.
Derweil rät der wieder einmal zu Ausgangssperre verdonnerte Alvin seinem Freund, endlich mal ein Lied auf Platte aufzunehmen. Eine von Soldaten häufig frequentierte Kneipe bietet hierzu Gelegenheit, denn dort ist eine Box aufgestellt, in der man für wenig Geld seine Stimme aufzeichnen kann. Entsetzt stellt Alvin am Abend jedoch fest, dass Vic die hierzu erforderlichen Notenblätter vergessen hat. Er entfernt sich daher unerlaubt von der Truppe, verkleidet sich als Frau und gerät in der Kneipe ausgerechnet an seinen völlig betrunkenen Ausbilder Sergeant McVey. Diesem fällt bei seinem Flirtversuch weder die stark behaarte Brust der „Dame“ noch die überraschend tiefe Stimme auf, mit der ihm Alvin zur Belustigung des Kneipenpublikums ein Liedchen trällert. Unbemerkt gelingt es Alvin anschließend, Vic die Notenblätter zuzustecken, so dass dieser mit Helen ein Duett in der Box aufnehmen kann.
Am nächsten Tag droht der Schreibstubenbesatzung Ärger, da Colonel Davis mal wieder einen Inspektionsbesuch abhält und die Truppe durch exzessives Training in Einsatzbereitschaft versetzen lässt. Zudem bringt die häufige Anwesenheit der sich offenbar in anderen Umständen befindlichen Millie Vic in Erklärungsnöte. Als Captain Caldwell ihn zur Rede stellt, behauptet er, dass Millie von Alvin schwanger sei. Dieser staunt nicht schlecht, als der Captain ihm unverhofft drei Tage Urlaub bewilligen will, um seine „Freundin“ noch rechtzeitig zu ehelichen. Als Alvin dem verdutzten Captain erklärt, dass er tatsächlich bereits verheiratet sei und seine Frau kürzlich ein gemeinsames Kind zur Welt gebracht habe, erreicht das Verwirrspiel seinen Höhepunkt. Schließlich ist es Millie, die die Sache aufklären kann: Sie wollte Vic lediglich wissen lassen, dass sie kein Interesse mehr an weiteren Dates mit ihm hat, da sie kürzlich geheiratet habe. Ganz vom Haken ist Vic damit jedoch nicht, Captain Caldwell degradiert ihn wegen seiner Lüge. Da die ganze Truppe anschließend zum Kriegseinsatz abkommandiert wird, verfällt auch Alvins Urlaub. Dieser tröstet sich mit der Tatsache, dass ihm Vic nun rangmäßig untersteht, auch wenn er die Situation der Freundschaft wegen nicht ausnutzen will.

## Produktion
Dies war der erste Film, der das Duo Dean Martin und Jerry Lewis als Hauptdarsteller führte.
Der Film basiert auf einem Theaterstück von James B. Allardice, das es vom 8. März 1948 bis 16. Juli 1949 auf insgesamt 151 Aufführungen brachte. Mike Kellin, Ty Perry, William Mendrek und Kenneth Forbes spielten ihre Rollen nach dem Bühnenstück auch im Film.
Der Vertrag mit dem Studio Paramount Pictures sicherte Jerry Lewis und Dean Martin zu, einen Film pro Jahr außerhalb des Studiosystems mit ihrer eigenen Produktionsfirma zu drehen. Hierzu gründeten die beiden gemeinsam mit ihrem Manager Abner Greshler die York Productions. Krach mit der Kompanie war ihr erster und – wie sich herausstellen sollte – zugleich letzter Film für diese Produktionsfirma. Die Trennung von ihrem Manager führte zu einem längeren Rechtsstreit, der auch die Dreharbeiten zu diesem Film belastete und darüber hinaus dazu führte, dass weder Martin noch Lewis vom Erfolg des Films an den Kinokassen sonderlich profitieren konnten.
Der Film konnte aufgrund des geringen Budgets dem hohen Produktionsstandard der Paramount Pictures nicht annähernd gerecht werden. So konnte man große Teile des Films nur in einer angemieteten Studiokulisse der Motion Pictures Center Studios drehen, anstatt auf die zahlreichen Möglichkeiten des Paramount Studios zurückgreifen zu können. Lewis war der fertige Film derart peinlich, dass er sich weigerte, ihn vorab aufführen zu lassen. Er hatte Angst, dass Hollywood-Produzent Hal B. Wallis, der mit dem Duo Martin/Lewis fortan Filme produzieren wollte, sein Angebot nach Sichtung dieses Films zurückziehen würde.
Im Vorspann wird suggeriert, dass dieser Film das Spielfilmdebüt von Polly Bergen beinhaltet, sie war jedoch schon 1949 im Film Across the Rio Grande (dort aufgeführt als Polly Burgin) zu sehen.
Der Film wurde nach Abschluss der Dreharbeiten, die vom Juli bis August 1949 stattfanden, monatelang zurückgehalten, da Paramount als Verleihfirma zunächst die Fortsetzung des Films My Friend Irma, Irma das unmögliche Mädchen, herausbringen wollte. Die Premiere des Films fand daher erst am 31. Dezember 1950 in San Francisco statt. In den US-amerikanischen Kinos startete der Film ab dem 17. Januar 1951.
Krach mit der Kompanie war trotz seines geringen Budgets und negativer Filmrezensionen einer der erfolgreichsten Filme des US-Kinojahres 1951 und begründete somit die erfolgreiche Kinokarriere des Duos Martin/Lewis.

### Lieder im Film
Die folgenden, im Film zu hörenden Lieder wurden von Mack David (Musik) und Jerry Livingston (Songtext) geschrieben:
- Beans – gesungen von Jerry Lewis
- Tonda Wanda Hoy – gesungen von Dean Martin und Jerry Lewis (2 verschiedene Auftritte)
- You and Your Beautiful Eyes – gesungen von Dean Martin und Polly Bergen

Des Weiteren sind zu hören:
- Too-ra-loo-ra-loo-ral (That’s an Irish Lullaby) – gesungen von Dean Martin (Musik & Text von J. R. Shannon)
- Swanee River – (instrumental, Musik von Stephen Foster)

### Synchronisation
Die originale deutsche Kino-Synchronbearbeitung entstand 1955 in den Ateliers der Berliner Synchron GmbH in Berlin unter der Regie von Rolf von Sydow und nach einem Dialogbuch von Fritz A. Koeniger.
Im Jahr 2008 wurde für die erste DVD-Veröffentlichung des Films eine neue Synchronisation angefertigt. Hierfür zeichnete die Atelier Musik und Synchron GmbH in Hannover verantwortlich. Spätere Veröffentlichungen, für die sich u. a. die aberle-media GmbH verantwortlich zeigte, griffen wieder auf die originale Kinosynchronfassung zurück.
| Rolle                 | Darsteller      | Synchronsprecher (1. Synchro) | Synchronsprecher (2. Synchro) |
| --------------------- | --------------- | ----------------------------- | ----------------------------- |
| Sgt. Vic Puccinelli   | Dean Martin     | Klaus Miedel                  | Michael Westphal              |
| Pfc. Alvin Korwin     | Jerry Lewis     | Horst Gentzen                 | Jan-David Rönfeldt            |
| Sgt. McVey            | Mike Kellin     | Harald Juhnke                 | unbekannt                     |
| Pvt. Pokey            | Dick Stabile    | Heinz Giese                   | unbekannt                     |
| Cpl. Shaughnessy      | Frank Hyers     | Hans W. Hamacher              | unbekannt                     |
| Sgt. Miller           | Dan Dayton      | Gerd Martienzen               | unbekannt                     |
| Capt. Ernest Caldwell | William Mendrek | Martin Held                   | unbekannt                     |
| Lt. Davenport         | Kenneth Forbes  | Herbert Stass                 | unbekannt                     |
| Pvt. Jack Edwards     | Paul Livermore  | Peter Petersz                 | unbekannt                     |
| Deborah Caldwell      | Angela Greene   | Sigrid Lagemann               | unbekannt                     |
| Helen Palmer          | Polly Bergen    | Marianne Kehlau               | unbekannt                     |
| Col. Davis            | Douglas Evans   | Siegfried Schürenberg         | unbekannt                     |

Der Film erschien in den deutschen Synchronfassungen auf folgenden Medien:
- DVD:
  - Verleih Carol Media / caroland Vertriebs GmbH (2008, ca. 89 min., 2. Synchro) unter dem Titel At War with the Army (EAN 4250124307714)
  - Verleih aberle-media GmbH / Intergroove Media GmbH (2010, ca. 93 min.) als Volume 01 in der Jerry Lewis Premium Collection unter dem Titel Der Regimentstrottel (EAN 0807297048391)
  - Verleih Halmar Home Entertainment / Broken Silence (2010, ca. 93 min.) unter dem Titel Krach mit der Kompanie (EAN 4250137271088)
  - Verleih Best Entertainment / Delta Music & Entert. GmbH & Co. KG (2011, ca. 89 min., 2. Synchro) unter dem Titel At War with the Army (EAN 4049774481949)
  - Verleih Best Entertainment AG / Edel Music & Entertainment GmbH (2013, ca. 89 min., 2. Synchro) unter dem Titel Krach mit der Kompanie (EAN 4051238015034)
  - Verleih Best Entertainment / WME Home Entertainment (2016, ca. 89 min., 2. Synchro) als Special Edition unter dem Titel (Dean Martin in) At War with the Army (EAN 4260157710702)
  - Verleih aberle-media GmbH / Delta Music & Entert. GmbH & Co. KG (2017, ca. 93 min., 1. Synchro) unter dem Titel Krach mit der Kompanie (EAN 4250282136089)
  - Verleih Great Movies (2018, ca. 88 min., 2. Synchro) als Teil der Classic Jerry-Lewis Edition Seine besten Filme (EAN 4051238066364)
  - Verleih aberle-media GmbH / Studio Hamburg Enterprises (2019, ca. 93 min., 1. Synchro) unter dem Titel Krach mit der Kompanie (EAN 4250282200100)
- Blu-ray Disc:
  - Verleih SchröderMedia HandelsGmbH / Endless Classics / Maritim Pictures (2019, ca. 92 min., 1. Synchro) unter dem Titel Krach mit der Kompanie (EAN 9120052896794)

Aufgrund des – wenn auch selten genutzten – Alternativtitels Der Regimentstrottel besteht Verwechslungsgefahr zu der 1957 produzierten Jerry-Lewis-Komödie gleichen Titels.

## Rezeption
Das Lexikon des internationalen Films ist der Meinung, dass der Film nur „mäßig zum Lachen“ reize, da das Duo Martin/Lewis in diesem Frühwerk „seinen spezifischen Grotesk- und Blödel-Stil noch nicht gefunden“ habe.
Auch die Zeitschrift Cinema stellt in ihrer Zusammenfassung fest, dass die beiden „noch nicht perfekt miteinander“ harmonieren, und meint zu dieser Militärkomödie schlicht: „Martin & Lewis können's noch besser“.